# Riccardo De Sangro Fondi
Riccardo De Sangro Fondi (Napoli, 22 dicembre 1879 – Napoli, 11 giugno 1968) è stato un velista italiano.

## Biografia
Nato nel 1879 a Napoli, nobile della famiglia Di Sangro con il titolo di Conte, a 56 anni partecipò ai Giochi olimpici di Berlino 1936, nella classe Star, come timoniere della barca Pegaso insieme a Federico De Luca, chiudendo 9º con 34 punti. Nell'occasione fu l'atleta più anziano della spedizione italiana alle Olimpiadi tedesche.
Morì nel 1967, a 87 anni.